# 火星衝日
火星衝日是指火星、地球和太陽幾乎排列成一線，地球位於太陽與火星之間。此時火星和地球之間距離最近，而且被太陽照亮的一面完全朝向地球，所以明亮而易於觀察。火星相鄰兩次衝日的時間間隔約為779天，最近一次出現在2025年1月16日，下一次火星衝日將出現在2027年2月19日。
因為火星在近日點時的表面活躍程度（例如表面沙塵暴）或表面地形均能肉眼可見，火星在人類探索地外文明的重要性之下，而火星衝日相對於其他時候的視直徑會大許多以至能清楚看見表面狀況，因而火星歷次大衝之時，不少天文愛好者（甚至有天文台參與）均以鉛筆目視掃描記錄表面活躍的現象或者是拍攝的主要對象。
19世紀聲稱發現的「火星運河」以至現在以攝像頭接駁望遠鏡清晰紀錄火星短短幾天的塵暴與極冠的變化也多是在火星大衝的這一段日子完成的。

## 相關概念
行星在近日點前後的衝較接近地球，亮度也是歷次衝日之中最亮的，這個衝即大衝。最近的一次火星大衝發生在2018年7月27日。下一次火星大衝發生在2035年9月15日，此時借助普通天文望遠镜已能清晰地看到它的白色極冠。
火星衝大約每兩年出現一次，但每次衝的火星視直徑有分別，例如 xx 年火星衝的最大直徑只有 20 角秒，yy 年火星衝則有 25 角秒，於是我們就以「大衝」來强調 yy 年的衝，其它接近地球的期間的「衝」只叫做「衝」和「接近」，沒有「中衝」、「小衝」或者「中接近」、「小接近」的說法。
日本國立天文台在2020年「火星の接近」基礎知識注釋3中提及「中接近」這個沒有定義的錯誤名詞。是首次在日本國立天文台火星衝的文件中出現。
由日本天文學會編輯，日本政府文部省公佈日本天文學名詞是沒有「中接近」和「小接近」這兩個不合規格的天象名詞。
在火星最接近地球時，會有「超級火星」的說法。

## 歷史記錄
說「火星衝」等於「火星最接近地球」 ，如果不求精密，這是可以的。但要精密計算，「衝」與 「最接近地球」的意義便不能混淆，因為「衝」並不等於「最接近地球」。
1877年9月3日，日本時值西南戰爭，當地民眾敬仰對抗政府的西鄉隆盛，當時的火星稱為西鄉星
2003年8月27日，視直徑25.1角秒 (2003年8月29日火星大衝)
2018年7月31日，視直徑24.3角秒 (2018年7月27日火星大衝)
2035年9月11日，視直徑24.6角秒 (2035年9月11日火星大衝)
| 日期               | 现象     | 日期               | 现象                                        |
| ------------------ | -------- | ------------------ | ------------------------------------------- |
| 2016年5月22日19時  | 火星衝日 | 2016年5月31日06時  | 火星最近地球（準接近，地心距0.503213765AU） |
| 2018年7月27日13時  | 火星大衝 | 2018年7月31日16時  | 火星大接近（地心距0.384962916AU）           |
| 2020年10月14日07時 | 火星衝日 | 2020年10月6日22時  | 火星最近地球（準接近，地心距0.414915625AU） |
| 2022年12月8日14時  | 火星衝日 | 2022年12月1日10時  | 火星最近地球（準接近，地心距0.544474430AU） |
| 2025年1月16日11時  | 火星衝日 | 2025年1月12日22時  | 火星最近地球（準接近，地心距0.642282544AU） |
| 2027年2月19日24時  | 火星衝日 | 2027年2月20日08時  | 火星最近地球（準接近，地心距0.677919037AU） |
| 2029年3月25日16時  | 火星衝日 | 2029年3月29日21時  | 火星最近地球（準接近，地心距0.647222488AU） |
| 2031年5月4日20時   | 火星衝日 | 2031年5月12日12時  | 火星最近地球（準接近，地心距0.553357809AU） |
| 2033年6月28日09時  | 火星衝日 | 2033年7月5日19時   | 火星最近地球（準接近，地心距0.423018553AU） |
| 2035年9月16日04時  | 火星大衝 | 2035年9月11日22時  | 火星大接近（地心距0.380408276AU）           |
| 2037年11月19日17時 | 火星衝日 | 2037年11月11日16時 | 火星最近地球（準接近，地心距0.493583813AU） |
| 2040年1月2日23時   | 火星衝日 | 2039年12月28日23時 | 火星最近地球（準接近，地心距0.610915361AU） |
| 2042年2月6日20時   | 火星衝日 | 2042年2月5日16時   | 火星最近地球（準接近，地心距0.671740760AU） |
| 2044年3月11日21時  | 火星衝日 | 2044年3月14日14時  | 火星最近地球（準接近，地心距0.667081819AU） |
| 2046年4月18日02時  | 火星衝日 | 2046年4月24日13時  | 火星最近地球（準接近，地心距0.597044506AU） |
| 2048年6月3日23時   | 火星衝日 | 2048年6月12日10時  | 火星最近地球（準接近，地心距0.473662482AU） |

由公元0年至3010年期間，火星最大接近在 2729年9月9日，視直徑25.2角秒。

## 外部連接
- 國立天文台專題：火星の接近 （页面存档备份，存于） （日語）
- 香港太空館：火星大衝 （页面存档备份，存于）（繁體中文）